# Georges Mikautadze
Georges Mikautadze (en georgiano: გიორგი მიქაუტაძე, romanizado: Giorgi Mikaut'adze; Lyon, Francia, 31 de octubre de 2000) es un futbolista georgiano que juega de delantero en el Olympique de Lyon de la Ligue 1.

## Trayectoria
Debutó como profesional con el F. C. Metz en una derrota por 4-1 en la Ligue 1 ante el O. G. C. Niza el 7 de diciembre de 2019. El 10 de diciembre de 2019 firmó su primer contrato profesional con el Metz, por cuatro años.
En junio de 2020 fue uno de los seis jugadores del Metz que se incorporaron cedidos al R. F. C. Seraing de la Segunda División de Bélgica. Tras sus nueve primeros partidos con el Seraing, había marcado 15 goles, cuatro de ellos en su debut contra el Lommel S.K.
El 30 de agosto de 2021 regresó al R. F. C. Seraing en otra cesión, con el club ya ascendido a la máxima categoría belga.

## Selección nacional
Debutó con la selección nacional de Georgia en una derrota por 1-0 en la fase de clasificación para la Copa Mundial de la FIFA 2022 ante Suecia el 25 de marzo de 2021.
El 18 de junio de 2024 hizo historia con su tanto frente a Turquía en la Eurocopa 2024 al ser el autor del primer gol de Georgia en una fase final del torneo. También anotó en los otros dos encuentros de la fase de grupos, contra la República Checa y Portugal, que sirvieron para conseguir la clasificación a los octavos de final y le permitieron colocarse como el máximo goleador de la competición.

### Participaciones en Eurocopas
| Copa          | Sede     | Resultado        | Partidos | Goles |
| ------------- | -------- | ---------------- | -------- | ----- |
| Eurocopa 2024 | Alemania | Octavos de final | 4        | 3     |

## Estadísticas

### Clubes
Actualizado al último partido disputado el 7 de noviembre de 2024.
| Club                             | Div.          | Temporada     | Liga  | Liga  | Liga   | Copas nacionales | Copas nacionales | Copas nacionales | Copas internacionales | Copas internacionales | Copas internacionales | Total | Total | Total  |
| Club                             | Div.          | Temporada     | Part. | Goles | Asist. | Part.            | Goles            | Asist.           | Part.                 | Goles                 | Asist.                | Part. | Goles | Asist. |
| -------------------------------- | ------------- | ------------- | ----- | ----- | ------ | ---------------- | ---------------- | ---------------- | --------------------- | --------------------- | --------------------- | ----- | ----- | ------ |
| F. C. Metz II Francia            | 5.ª           | 2017-18       | 6     | 1     | 0      | ―                | ―                | ―                | ―                     | ―                     | ―                     | 6     | 1     | 0      |
| F. C. Metz II Francia            | 5.ª           | 2019-20       | 18    | 8     | 0      | ―                | ―                | ―                | ―                     | ―                     | ―                     | 18    | 8     | 0      |
| F. C. Metz II Francia            | Total club    | Total club    | 24    | 9     | 0      | 0                | 0                | 0                | 0                     | 0                     | 0                     | 24    | 9     | 0      |
| F. C. Metz Francia               | 1.ª           | 2019-20       | 1     | 0     | 0      | 0                | 0                | 0                | ―                     | ―                     | ―                     | 1     | 0     | 0      |
| R. F. C. Seraing · Bélgica       | 2.ª           | 2020-21       | 23    | 22    | 2      | 1                | 0                | 0                | ―                     | ―                     | ―                     | 24    | 22    | 2      |
| F. C. Metz Francia               | 1.ª           | 2021-22       | 1     | 0     | 0      | 0                | 0                | 0                | ―                     | ―                     | ―                     | 1     | 0     | 0      |
| R. F. C. Seraing · Bélgica       | 1.ª           | 2021-22       | 30    | 10    | 1      | 3                | 4                | 1                | ―                     | ―                     | ―                     | 33    | 14    | 2      |
| R. F. C. Seraing · Bélgica       | Total club    | Total club    | 53    | 32    | 3      | 4                | 4                | 1                | 0                     | 0                     | 0                     | 57    | 36    | 4      |
| F. C. Metz Francia               | 2.ª           | 2022-23       | 37    | 23    | 8      | 3                | 1                | 0                | ―                     | ―                     | ―                     | 40    | 24    | 8      |
| F. C. Metz Francia               | 1.ª           | 2023-24       | 22    | 14    | 4      | 0                | 0                | 0                | ―                     | ―                     | ―                     | 22    | 14    | 4      |
| F. C. Metz Francia               | Total club    | Total club    | 59    | 37    | 12     | 3                | 1                | 0                | 0                     | 0                     | 0                     | 62    | 38    | 12     |
| Ajax de Ámsterdam · Países Bajos | 1.ª           | 2023-24       | 6     | 0     | 0      | 1                | 0                | 0                | 2                     | 0                     | 0                     | 9     | 0     | 0      |
| Ajax de Ámsterdam · Países Bajos | Total club    | Total club    | 6     | 0     | 0      | 1                | 0                | 0                | 2                     | 0                     | 0                     | 9     | 0     | 0      |
| Olympique de Lyon Francia        | 1.ª           | 2024-25       | 27    | 8     | 4      | 2                | 2                | 0                | 9                     | 4                     | 4                     | 38    | 14    | 8      |
| Olympique de Lyon Francia        | Total club    | Total club    | 27    | 8     | 4      | 2                | 2                | 0                | 9                     | 4                     | 4                     | 38    | 14    | 8      |
| Total carrera                    | Total carrera | Total carrera | 169   | 86    | 19     | 10               | 7                | 1                | 11                    | 4                     | 4                     | 190   | 97    | 24     |

## Palmarés

### Distinciones individuales
| Distinción                     | Año  |
| ------------------------------ | ---- |
| Máximo goleador de la Eurocopa | 2024 |